# Rothbury

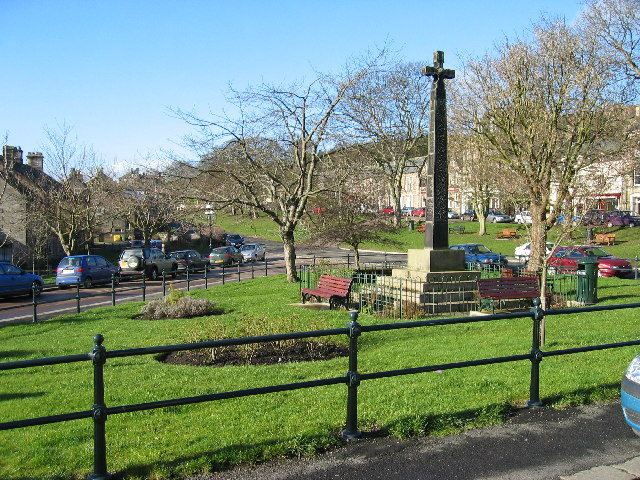
Rothbury

Rothbury je obec v Northumberlandu v severovýchodní Anglii. Leží na řece Coquet blízko národního parku Northumberland zhruba 42 kilometrů na severozápad od Newcastlu. Podle sčítání v roce 2001 mělo 1740 obyvatel.